# Alvarenga matilei
Alvarenga matilei là một loài ruồi trong họ Asilidae. Alvarenga matilei được Papavero miêu tả năm 1971. Loài này phân bố ở vùng Tân nhiệt đới.